# Brouwerij Vagebond
Brouwerij Vagebond is een Belgische microbrouwerij te Merksplas in de provincie Antwerpen.

## Geschiedenis
De brouwerij werd als een kleinschalige hobbybrouwerij opgestart in 2005. Uiteindelijk werd op 12 april 2011 door René Schoofs en Michel Van Loon besloten tot het oprichten van een officiële brouwerij. De naam “vagebond” verwijst naar het verleden van Merksplas waar een gesloten gevangenis voor landlopers (of vagebonden) was gevestigd. De brouwinstallatie bestaat uit een brouwketel van 200 liter, een warmwaterketel van 150 liter en een filterkuip van 200 liter.
Sinds 2014 is het een eenmanszaak.

## Bieren
- Vageblond, 8 vol%
- Vagebruin, 8 vol%
- Vagebruin winterbier, 8,7 vol%